# エイブラハム・フォックスマン

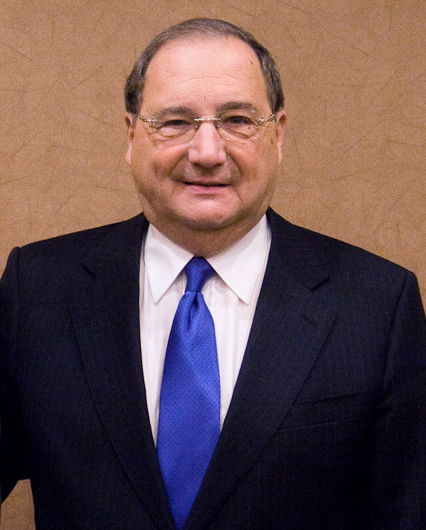
エイブラハム・フォックスマン

エイブラハム・H・フォックスマン（Abraham H. Foxman, 1940年 - ）は、アメリカ合衆国最大のユダヤ人団体名誉毀損防止同盟の最高責任者（全国理事で委員長）。1965年から名誉毀損防止同盟で働き始め、1987年に全国理事となった。

## 来歴
ポーランド生まれ。カトリックの乳母から洗礼を授けられ、カトリックとして育てられたことにより、辛うじてホロコーストを免れた。彼の一族の大半は強制収容所で殺された。
1950年に両親と共にアメリカに移住。ブルックリンのイェシヴァを経て、ニューヨーク市立大学シティカレッジ卒業。その後ニューヨーク大学ロー・スクールで法学の学位を取得、卒業研究としてユダヤ神学院でユダヤ学を研究。
全米のユダヤ人社会の指導者として、ジョージ・ウォーカー・ブッシュ大統領や中東の指導者たち、ヨハネ・パウロ2世と会談してきた。
フォックスマンは、かつてビル・クリントン大統領を説得して、悪名高い国外逃亡脱税犯マーク・リッチを赦免させたことから、ユダヤ人社会では評価の分かれる人物である。名誉毀損防止同盟は、リッチから25万ドルの献金を受けたいきさつがあった。
リッチは正式に赦免を得るや否や、サッダーム・フセインが石油・食料交換計画を利用して金儲けをするのを助け始めた。このときフセインが儲けた金は、パレスチナの自爆テロリストたちの遺族を援助する資金となった。こうしてリッチは再び米国政府から取調べを受けるようになったが、フォックスマンはユダヤ系週刊誌『フォワード』の取材に答えて、リッチから再び献金が受けられるのであれば必ずしも断るつもりはないと発言した。
フォックスマンはまた、キリスト教系の団体や名士を反ユダヤ主義者呼ばわりすることで、ユダヤ人やイスラエルの支援者たちを遠ざけているとの非難も受けている。
なお、フォックスマンはアルメニア人虐殺を「大戦中のささいな出来事」と発言している。